# Richting

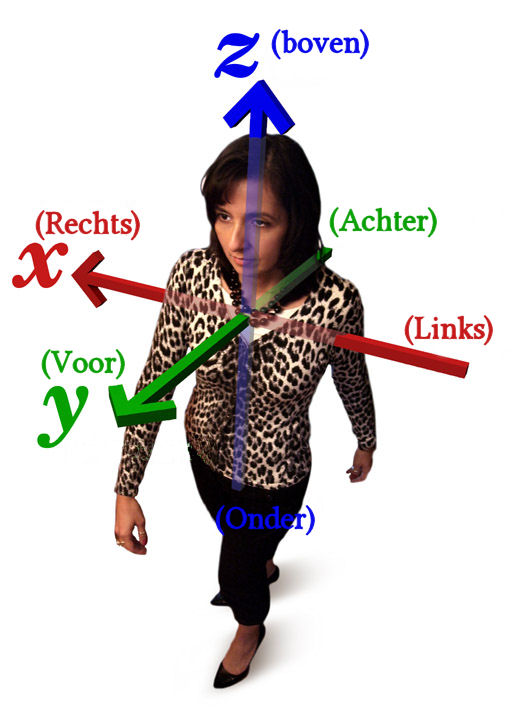
Relatieve richtingen

Richting is de informatie over de relatieve ligging van een plaats ten opzichte van een andere, zonder de afstand te specificeren. Richtingsaanduidingen komen in twee soorten: relatief en absoluut. Een relatieve richting is een richting in relatie tot bijvoorbeeld de oriëntatie van een waarnemer ("Harry staat  links van mij"). Een absolute richting gebruikt een van tevoren afgesproken referentiekader ("Haarlem ligt ten westen van Amsterdam").
Richting wordt vaak weergeven met pijltjes. In de wiskunde wordt richting aangegeven door een vector (waarbij de grootte, mits niet nul, niet uitmaakt), of door de hoeken ten opzichte van een specifiek assenstelsel.
Bij de beweging van een punt (of van een object als rotatie en vervorming buiten beschouwing worden gelaten) kan men de richting van de positieverandering tussen twee tijdstippen beschouwen, maar ook de instantane richting van de beweging (de richting van de snelheidsvector).
De windrichting wordt niet uitgedrukt in de richting waarin de lucht beweegt, maar in het tegengestelde, de richting waar de wind vandaan komt.
Om de stand van een lijn te beschrijven zijn de twee richtingen waarin de lijn kan worden doorlopen gelijkwaardig. Een richting kan worden gespecificeerd door de stand van de lijn, plus wat wel de "zin" wordt genoemd (een aanduiding van een van de twee mogelijke richtingen).

## Relatieve richting
Er zijn een aantal termen die richting aanduiden:
- boven en beneden (op(waarts) en neer(waarts)), omhoog en omlaag om een bewegingsrichting te duiden)
  - meestal zijn deze termen ten opzichte van de zwaartekracht
  - de termen worden ook gebruikt ten opzichte van de windrichting, zoals in termen als "lagerwal" en "bovenwinds", waarbij men zich verbeeldt dat de wind van hoog naar laag waait
  - feitelijk onjuist is het gebruik van deze termen in plaats van "noord" en "zuid"
- voor en achter
- links en rechts
- inkomend en uitgaand
- noord, zuid, oost en west, met tussengelegen windstreken zoals zuidwest
- een hoek in graden (gon of radialen): 0° komt overeen met de kijkrichting (of andere willekeurige referentie), 90° met haaks daarop rechts, enzovoort

### Scheepvaart
In de scheepvaart bestaan er specifieke aanduidingen voor relatieve richting. 
- Bakboord en stuurboord worden aangeduid om de linkerkant respectievelijk de rechterkant van de scheepsrichting aan te duiden (een denkbeeldige lijn van de boeg naar het achterschip).
- Ten opzichte van de windrichting spreekt men van "loef" en "lij" of van "hoog" en "laag". De loefzijde of hoge kant van een schip is de kant waar de wind vandaan komt (en vaak ligt het schip daar inderdaad hoger). Geraakt men aan lagerwal (waar de wind van het water naar het land waait) dan is het moeilijk om weg te varen.

### Luchtvaart

De twaalf klokposities

In de luchtvaart maakt men vaak gebruik van klokposities; men geeft dan de relatieve richting van een object (meestal een ander vliegtuig) aan aan de hand van een analogie met de wijzerplaat van een klok. Het idee is om de eigen positie in het midden van een wijzerplaat voor te stellen, en om dan de twaalf respectievelijke uurmarkeringen te associëren met de richtingen waarheen deze wijzen. Dientengevolge duidt "12 uur" recht vooruit aan, "3 uur" rechts, en "9 uur" links. De andere uren duiden de richtingen aan waarvoor er niet onmiddellijk een woord voorhanden is. Men voegt daar vaak ook "hoog" en "laag" aan toe; "2 uur hoog" betekent schuin rechtsvoor en boven de horizon, terwijl "12 uur laag" recht vooruit en onder de horizon aangeeft.

### Informatica
In de informatiebeveiliging en in computertermen komt ook relatieve richting voor, daar het betreft inkomend (inbound) en uitgaand (outbound) verkeer. Bij de configuratie van firewalls en dergelijke apparaten die netwerken segmenteren is uitgaand verkeer dat verkeer dat zijn oorsprong vindt in het netwerksegment dat het meeste vertrouwen geniet (in het simpelste geval het LAN van de firewallbeheerder), en inkomend verkeer dat verkeer dat van een niet-vertrouwd netwerk (zoals het internet) komt. In het geval van TCP is de origine van de SYN van belang om vast te stellen of het inkomend of uitgaand verkeer betreft.

### Waterlopen
Bij rivieren en andere waterlopen is er een duidelijk verschil tussen de bovenloop (waar de rivier ontspringt, in casu zich de bron bevindt) en de benedenloop (waar de rivier uitmondt). Ook op gedeelten waar het verval van de rivier gering is spreekt men van hoger en lager, van stroomopwaarts en stroomafwaarts. Vaart of drijft men met de stroom mee, dan spreekt men van "afzakken". Stroomt een rivier van zuid naar noord, zoals de Nijl en de Rijn, dan geven deze termen weleens verwarring, doordat men "boven" en "beneden" vaak gebruikt in plaats van "noord" en zuid".
Linker- en rechteroever van een rivier zijn relatief aan de stroomrichting. Als men stroomafwaarts kijkt, is de linkeroever aan de linkerkant. Een bekend voorbeeld is de Rive Gauche (linkeroever) van de Seine in Parijs.

### Wegen
Naar analogie hiervan worden in de verkeerskunde eveneens de termen benedenstrooms en bovenstrooms gebruikt. Zo zal een file zich bij een knelpunt bovenstrooms opbouwen, terwijl benedenstrooms van het knelpunt het verkeer ongehinderd door kan rijden.

## Absolute richting

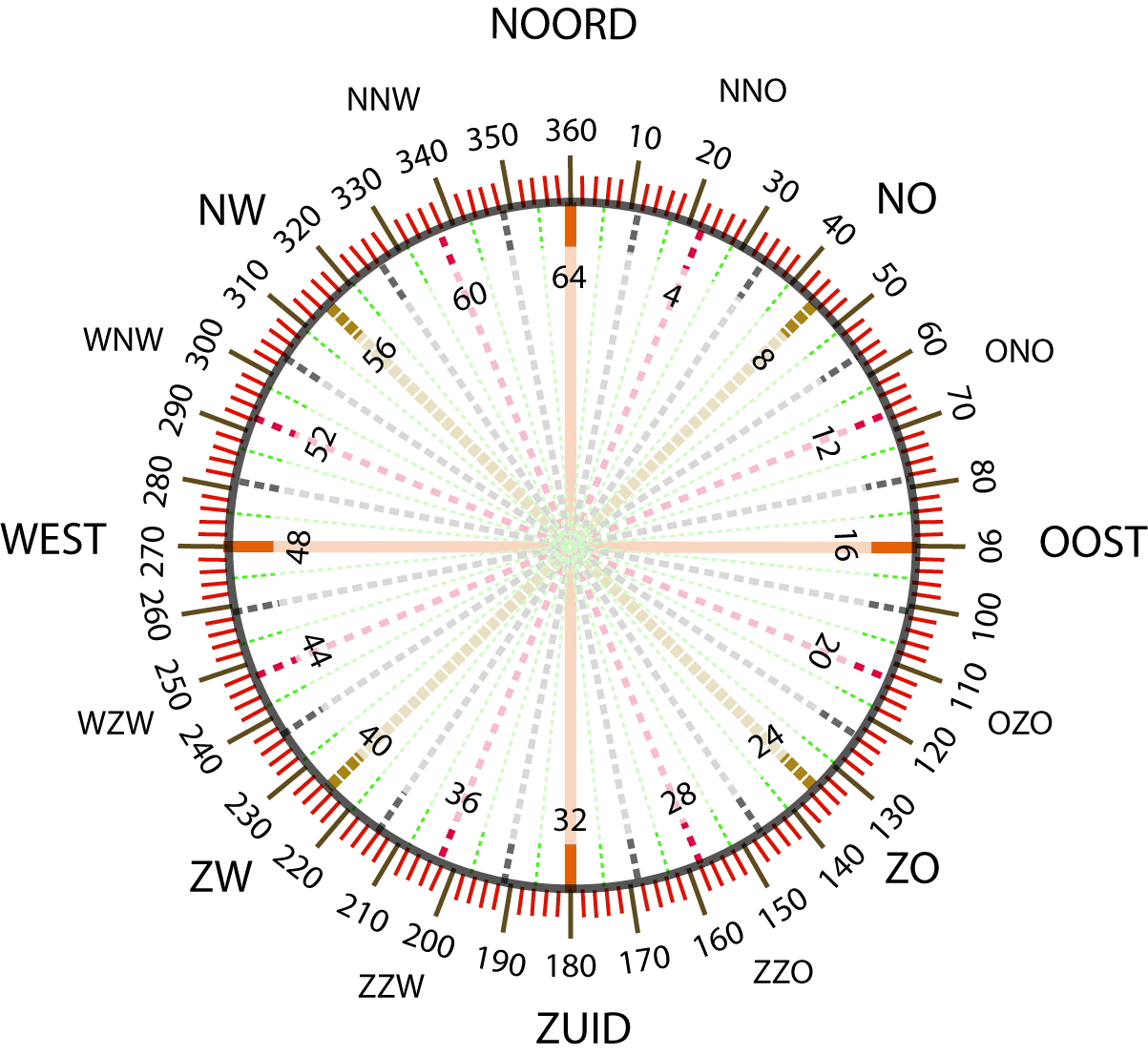
Kompasroos met windstreken. Onderverdeling in streken, in graden en in duizendsten (mil). 360° = 6400 duizendsten.

Op Aarde wordt een richting aangeduid met:
- een horizontale richting (langs het aardoppervlak) ten opzichte van het ware noorden, kaartnoorden of magnetische noorden, afhankelijk van de context ook azimut, kompasrichting of peiling genoemd, en bij een vaartuig of luchtvaartuig koers. De richting wordt vaak aangeduid in graden rechts van het noorden, of in een woord of afkorting daarvan met een windstreek zoals noordoost (NO);
- een hoek naar boven of naar beneden ten opzichte van het aardoppervlak (in de sterrenkunde hoogte genoemd).

Bij de (horizontale) richting naar een andere plaats op Aarde zijn te onderscheiden de constante koers waarmee die plaats wordt bereikt (los van eventuele obstakels), en de initiële koers van de grootcirkel waarlangs de kortste route loopt. De koers langs de kortste route is bij verder uiteen gelegen plaatsen namelijk alleen constant als beide plaatsen op dezelfde lengtegraad of op de evenaar liggen. Wat rechtdoor is in de zin van de kortste route volgen, is dus in termen van de kompasrichting meestal geleidelijk "naar rechts of links draaien" (of eerst het een en bij passeren van de evenaar het ander). Dit idee van draaien komt hierbij dus alleen maar voort uit de wijze van uitdrukken en/of meten van een richting, het is (in horizontale richting) niet "echt draaien".